# Arènes sanglantes (film, 1922)
Pour les articles homonymes, voir Arènes sanglantes.
Pour plus de détails, voir Fiche technique et Distribution.
Arènes sanglantes (Blood and Sand) est un film muet américain réalisé par Fred Niblo, sorti en 1922, adapté du roman espagnol Sangre y arena de Vicente Blasco Ibáñez (1909).

## Synopsis
Juan Gallardo (Rudolph Valentino), un jeune garçon de village né dans la pauvreté, grandit pour devenir un des plus grands matadors d'Espagne. Il épouse son amie d'enfance, la belle et vertueuse Carmen (Lila Lee), mais après avoir rencontré fortune et gloire, il éprouve une attirance pour Doña Sol (Nita Naldi), riche et séduisante veuve. Les amants s'engagent dans une relation torride teintée de sadomasochisme, mais Juan, se sentant coupable de sa trahison envers Carmen, essaie de se libérer de sa double vie avec Doña Sol. Furieuse de se voir rejetée, celle-ci dévoile leur relation à Carmen et à la mère de Juan, détruisant apparemment leur mariage. De plus en plus malheureux, Juan se réfugie dans le travail et combat inlassablement les taureaux. Il trouve la mort dans l'arène, mais réussit à se réconcilier avec Carmen juste avant de mourir.

## Fiche technique
- Titre : Arènes sanglantes
- Titre original : Blood and Sand
- Réalisation : Fred Niblo
- Scénario : June Mathis d'après le roman Sangre y arena de Vicente Blasco Ibáñez et la pièce de Tom Cushing
- Production : Fred Niblo et Jesse L. Lasky (producteur exécutif)
- Société de production : Paramount Pictures et Famous Players-Lasky Corporation
- Distribution : Paramount Pictures
- Photographie : Alvin Wyckoff
- Montage : Dorothy Arzner
- Pays de production :  États-Unis
- Format : Noir et blanc - film muet
- Genre : Drame
- Durée : 80 minutes
- Date de sortie : 
  - États-Unis : 5 août 1922

## Distribution

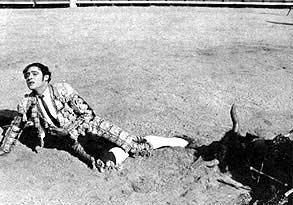
Rudolph Valentino

- Rudolph Valentino : Juan Gallardo
- Lila Lee : Carmen
- Rosa Rosanova : Angustias
- Nita Naldi : Doña Sol
- Leo White : Antonio
- Rosita Marstini : Encarnacion
- Charles Belcher : Don Joselito
- Fred Becker : Don José
- George Field : El Nacional
- Jack Winn : Potaje
- Harry Lamont : Puntillero
- Gilbert Clayton : Garabato
- Walter Long : Plumitas
- George Periolat : Marquis de Guevera
- Sidney De Gray : Dr. Ruiz
- Dorcas Matthews (en) : Señora Nacional
- W.E. Lawrence : Fuentes